# Vangelo secondo Maria
Vangelo secondo Maria è un film del 2023 scritto e diretto da Paolo Zucca e interpretato da Benedetta Porcaroli e Alessandro Gassmann, tratto dall'omonimo romanzo di Barbara Alberti.

## Trama
Maria è una giovane donna di Nazareth che, nonostante le rigide convenzioni sociali, aspira una vita diversa da quella prevista dalla sua comunità. Animata dal desiderio di conoscenza e di autonomia, si confronta con le restrizioni imposte dalla sua famiglia e dalla società.
Maria trova ispirazione nelle storie della Bibbia che ascolta nella sinagoga, ammirando l'audacia dei profeti e sognando di seguire le loro orme. Questo la porta a desiderare una vita diversa, lontana dalle restrizioni della sua realtà quotidiana. Incontra Giuseppe, un falegname umile e saggio, che diventa suo maestro e confidente e poi sposo. Giuseppe, attratto dalla sua intelligenza e dal suo spirito ribelle, la istruisce segretamente, aiutandola a coltivare i suoi sogni di libertà e conoscenza.
Il loro legame si rafforza e, nonostante il matrimonio casto che funge da copertura, l'affetto tra Maria e Giuseppe si trasforma ben presto in amore. Tuttavia, il loro sogno di una vita insieme viene sconvolto quando Maria riceve una profezia sconvolgente: è destinata a dare alla luce il figlio di Dio. La notizia porta Maria a confrontarsi con dubbi e paure, ma Giuseppe nonostante i suoi stessi dubbi rimane al suo fianco, offrendole il sostegno di cui ha bisogno.
Il piano di Dio e quello di Maria sembrano incompatibili, ma nonostante le difficoltà e le sfide che devono affrontare, Maria e Giuseppe rimangono uniti dal loro amore e dalla loro fede, accettando il destino che è stato loro assegnato e trovando la forza nella loro unione per affrontare le avversità.

## Produzione

### Riprese
Le riprese del film si sono svolte in diverse location suggestive della Sardegna. Tra queste, si annoverano:
- San Giovanni di Sinis, nel comune di Cabras
- Il complesso nuragico di Tamuli nel territorio di Macomer
- Il Montiferru nel territorio di Santu Lussurgiu
- Il parco del Colle di San Michele e il bastione San Remy a Cagliari
- La necropoli di Villa Sant’Antonio
- Un’area del Flumendosa tra Gadoni e Seulo
- Allai (OR) rio Massari o Flumineddu

## Distribuzione
Il film è stato proiettato in anteprima mondiale il 26 novembre 2023, presentato fuori concorso alla quarantunesima edizione del Torino Film Festival.